# Katsushika
Katsushika (jap. 葛飾区 Katsushika-ku, deutsch ‚Bezirk Katsushika‘, englisch Katsushika City oder wörtlicher Katsushika Ward; die offizielle Schreibung verwendet die Kyūjitai-Form von 葛, deren untere Komponente der von 曷 entspricht) ist einer der 23 Bezirke der Präfektur Tokio. Er liegt im Nordosten Tokios, der Hauptstadt Japans.

## Geschichte
Der Stadtbezirk Katsushika der Stadt Tokio entstand am 1. Oktober 1932 aus dem Zusammenschluss von 7 Kleinstädten (Machi) und Dörfern (Mura) im Kreis Süd-Katsushika (Minamikatsushika-gun) der Präfektur (damals fu) Tokio. 1943 wurde er bei der Auflösung der Stadt Tokio zum präfekturunmittelbaren Verwaltungsbezirk von Tokio. Am 15. März 1947 wurde Katsushika zu einem „Sonder“bezirk (tokubetsu-ku) mit kommunaler Selbstverwaltung auf Stadtebene.

## Verkehr
- Straße:
  - Stadtautobahn Tokio
  - Mito-Autobahn (Nationalstraße 6), nach Adachi oder Mito
  - Nationalstraße 298
- Zug:
  - JR Jōban-Linie, von Kameari oder Kanamachi nach Ueno oder Sendai
  - JR Sōbu-Hauptlinie (Sōbu-Schnelllinie), von Shin-Koiwa nach Tokio oder Chōshi
  - Keisei Hauptlinie, von Horikiri-Shōbuen, Ohanajaya, Aoto oder Keisei-Takasago nach Taitō oder Flughafen Narita
  - Keisei Oshiage-Linie, von Aoto, Keisei-Tateishi oder Yotsugi nach Sumida
  - Keisei Kanamachi-Linie: Verkehrt nur in Katsushika auf einer Gesamtstrecke von 2,5 km zwischen den Bahnhöfen Keisei-Takasago, Shibamata Station und Keisei Kanamachi.
  - Hokusō-Linie, von Keisei-Takasago oder Shin-Shibamata nach Inba

## Politik
- KPJ: 4
- Fraktionslos (darunter ToFi, Net): 6
- Katsushika kumin rengō („Bezirksbürgerbund Katsushika“; mit KDP): 7
- Kōmeitō: 8
- LDP: 12

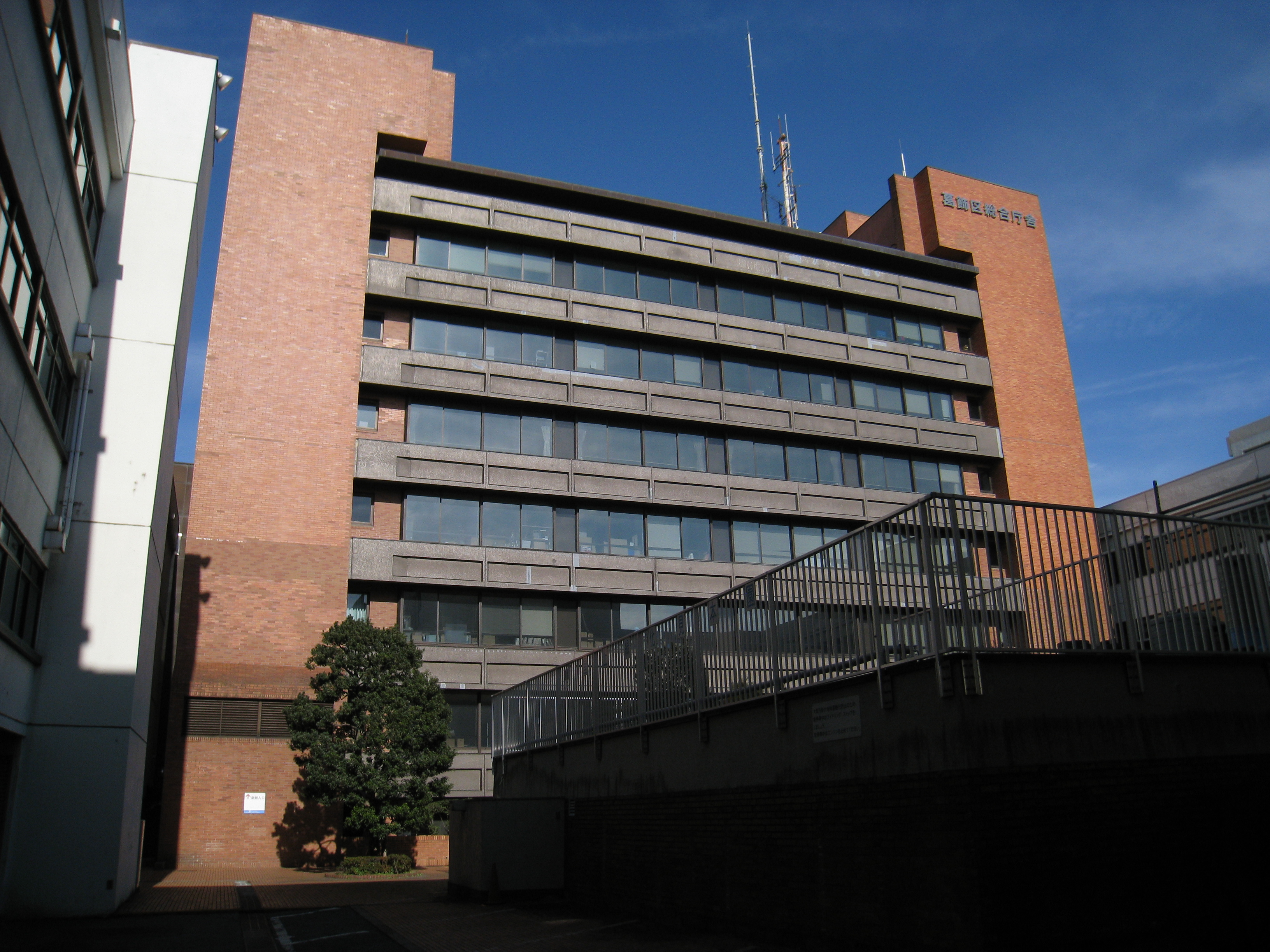
Das Rathaus in Tateishi

40-köpfiges Kommunalparlament und Bürgermeister von Katsushika wurden beide gleichzeitig am 7. November 2021 gewählt. Als Bürgermeister wurde der seit 2009 amtierende Katsunori Aoki mit LDP-Kōmeitō-Unterstützung gegen einen ehemaligen Bezirksparlamentsabgeordneten für eine vierte Amtszeit wiedergewählt. Die Wahlbeteiligung stieg geringfügig auf 44,0 %.
Katsushika ist Viermandatswahlkreis für das Präfekturparlament Tokio, bei der Wahl im Juli 2021 ging je ein Sitz an Tomin First no Kai, LDP, Kōmeitō und KPJ.
Für das Unterhaus der Nationalversammlung bildet der Bezirk seit 2024 deckungsgleich den 17. Wahlkreis Tokio, der seit der ersten Wahl nach der Einführung der Einmandatswahlkreise 1996 durchgehend von Katsuei Hirasawa vertreten wird, der 2024 im Zuge des LDP-Kickback-Skandals ohne LDP-Nominierung antreten musste, nach seinem Sieg aber sofort in die LDP-Fraktion zurückkehren konnte.

## Söhne und Töchter der Stadt
- Kazunari Ninomiya (* 1983), Schauspieler, Sänger, Musiker
- Ayako Sono (1931–2025), Schriftstellerin
- Yoshiharu Tsuge (* 1937), Mangaka
- Kanako Watanabe (* 1996), Schwimmerin

## Städtepartnerschaften
- Floridsdorf, Wien
- Fengtai, Peking

## Angrenzende Städte und Gemeinden
- Tokio: Stadtbezirke Adachi, Edogawa, Sumida
- Matsudo
- Misato
- Yashio